# Zadniaja (rejon rudniański)
Zadniaja (ros. Задняя) – wieś (ros. деревня, trb. dieriewnia) w zachodniej Rosji, w osiedlu wiejskim Pieriewołoczskoje rejonu rudniańskiego w obwodzie smoleńskim.

## Geografia
Miejscowość położona jest 8,5 km od granicy z Białorusią, 0,3 km od drogi regionalnej 66K-30 (Diemidow – Ponizowje – Zaozierje), 10,5 km od centrum administracyjnego osiedla wiejskiego (Pieriewołoczje), 17 km od centrum administracyjnego rejonu (Rudnia), 68 km od Smoleńska.
W granicach miejscowości znajduje się ulica Tienistaja (9 posesji).

## Demografia
W 2010 r. miejscowość zamieszkiwało 14 osób.